# بیت یاحون
بیت یاحون (به عربی: بيت ياحون) یک منطقهٔ مسکونی در لبنان است که در شهرستان بنت جبیل واقع شده‌است.
 بیت یاحون   ۹۵۰ متر بالاتر از سطح دریا واقع شده‌است.